# Talp de Transcaucàsia
El talp de Transcaucàsia (Talpa transcaucasica) és una espècie de mamífer eulipotifle de la família dels tàlpids. Viu al Caucas i les regions veïnes. El seu hàbitat natural són els boscos de muntanya. Pel que fa al seu aspecte, sembla una versió més petita del talp (T. europaea). Durant molt de temps fou inclòs en el si del talp oriental (T. levantis). A agost del 2023, els estudis més recents el situen com a espècie a part.